# Comuna de Tomaszów Mazowiecki
Tomaszów Mazowiecki (polaco: Gmina Tomaszów Mazowiecki) é uma gminy (comuna) na Polónia, na voivodia de Lodz e no condado de Tomaszowski (łódzki). A sede do condado é a cidade de Tomaszów Mazowiecki.
De acordo com os censos de 2004, a comuna tem 9663 habitantes, com uma densidade 63,9 hab/km².

## Área
Estende-se por uma área de 151,3 km², incluindo:
- área agricola: 45%
- área florestal: 44%

## Demografia
Dados de 30 de Junho 2004:
|                      | Total   | Total | Mulheres | Mulheres | Homens  | Homens |
| -------------------- | ------- | ----- | -------- | -------- | ------- | ------ |
|                      | pessoas | %     | pessoas  | %        | pessoas | %      |
| População            | 9663    | 100   | 4903     | 50,7     | 4760    | 49,3   |
| Densidade (pop./km²) | 63,9    | 100   | 32,4     | 32,4     | 31,5    | 31,5   |

De acordo com dados de 2002, o rendimento médio per capita ascendia a 1197,27 zł.

## Subdivisões
- Cekanów, Chorzęcin, Ciebłowice Duże, Ciebłowice Małe, Dąbrowa, Godaszewice, Jadwigów, Karolinów, Komorów, Kwiatkówka, Łazisko, Niebrów, Sługocice, Smardzewice, Swolszewice Małe, Świńsko, Tresta Rządowa, Twarda, Wąwał, Wiaderno, Zaborów Drugi, Zaborów Pierwszy, Zawada, Zawada-Kolonia.

## Comunas vizinhas
- Inowłódz, Lubochnia, Mniszków, Sławno, Tomaszów Mazowiecki, Ujazd, Wolbórz